# Maurice de Lagotellerie
Pour les articles homonymes, voir Lagotellerie.
Maurice de Lagotellerie, né le 31 août 1874 à Dieppe et mort le 24 mars 1928 à Aix-en-Provence, est un financier français.

## Biographie
Maurice Frédéric Paul Gabriel Marie Hubert Shears de Lagotellerie est le fils de Frédéric Shears de Lagotellerie (1836-1886), propriétaire du château Otterwisch, et d'Ida de Lacoste de Belcastel (1845-1895), et le petit-neveu de Gabriel de Belcastel.
Ingénieur, il accompagne Lazare Weiller dans sa mission diplomatique aux États-Unis en 1902 en vue de repérer où bâtir une école d'ingénieurs pour former les Français aux méthodes américaines,, effectuée à la demande du président du Conseil Pierre Waldeck-Rousseau et du ministre Alexandre Millerand. Il devient banquier à Paris.
Le 6 juillet 1903, il épouse Anne-Marie Crouan, fille de l'armateur nantais Fernand Crouan et de Gabrielle Husson-Carcenac. Leur fille, Marie Madeleine de Lagotellerie, sera adoptée par Henry Tenré et son épouse Lucie Aguado de Las Marismas. Au décès de son beau-père en 1905, il lui succède à la tête de la maison d'armement et de négoce « Denis Crouan & Cie » au Pará, qui prend alors le nom « De Lagotellerie & Cie ». Lagotellerie & Cie, l'une des principales maisons exportatrices, est exportateur et importateur depuis le Brésil notamment de cacao, de caoutchouc, de cuirs ou bien d'huile de Copahu. Il est également correspondant du Comptoir national d'escompte de Paris, du Crédit lyonnais, de la Wiener Bankverein (de), du Crédit franco-portugais, etc.

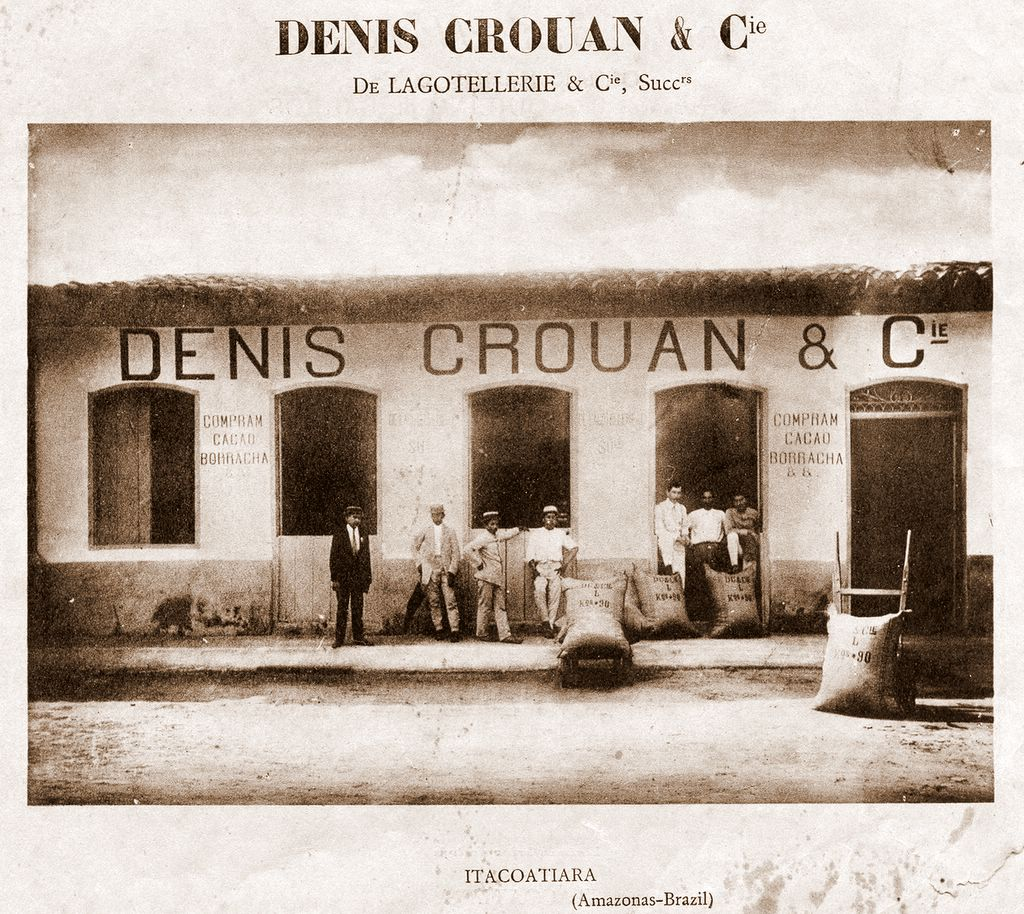
Bâtiments de la société « Denis Crouan & Cie », à Itacoatiara (Brésil).
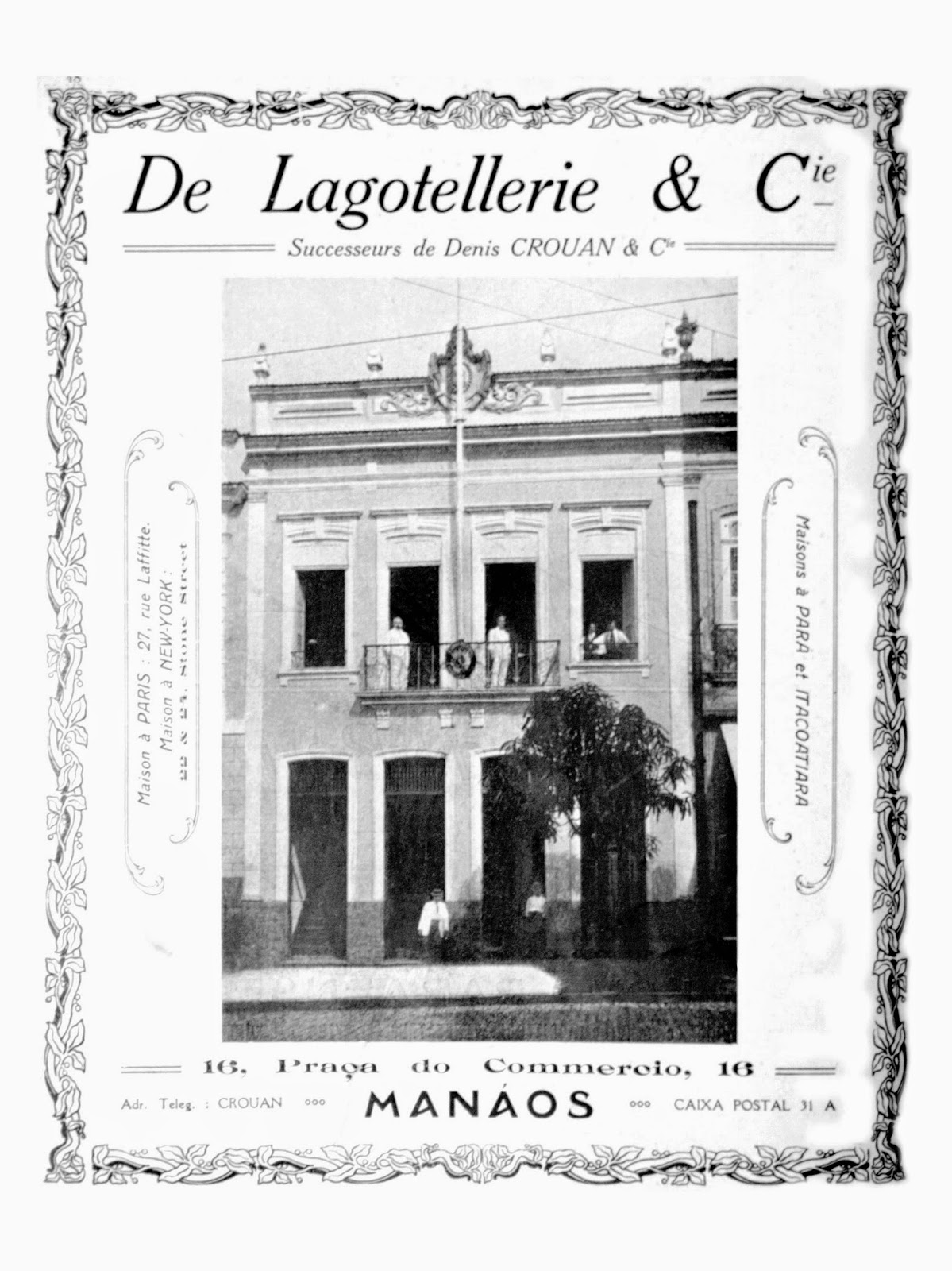
Bâtiments de la société « De Lagotellerie & Cie » (anciennement « Denis Crouan & Cie »), à Manaos (Brésil).
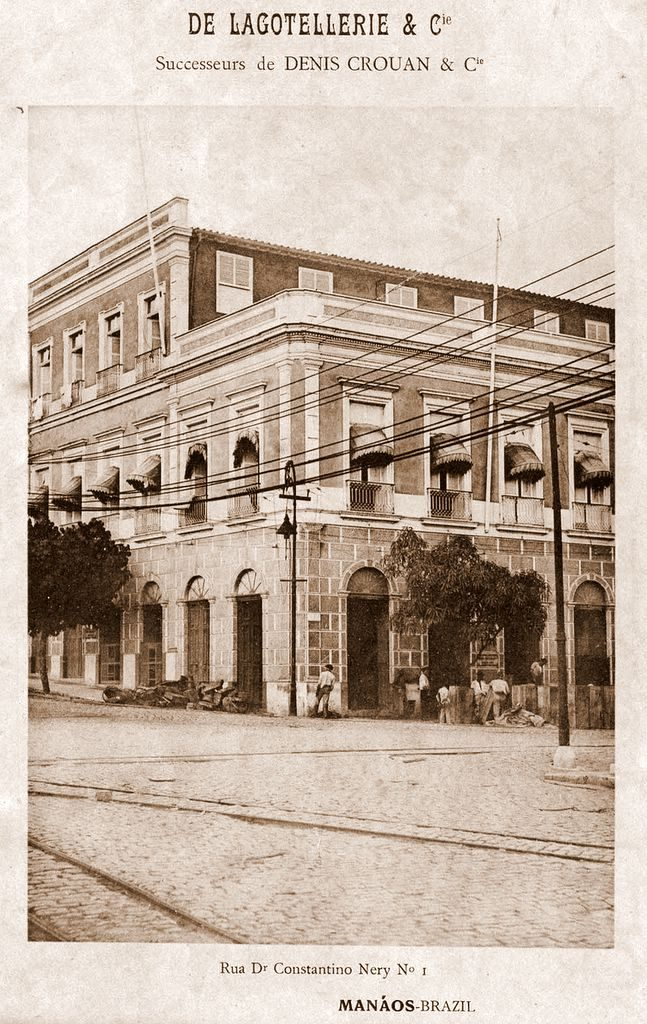
Bâtiments de la société « De Lagotellerie & Cie » (anciennement « Denis Crouan & Cie »), à Manaos (Brésil).

Il est l'un des collaborateurs de Paul Claudel au Brésil.
Il devient vice-consul de Portugal à Nantes.
Président des Abattoirs de Parà (Brésil) et censeur de la Banque française pour le commerce et l'industrie (BFCI), il est également membre de conseil d'administration de la Compagnie française des câbles télégraphiques, de la Société financière des caoutchoucs, de la Tandjong Malim Rubber (Malaisie), de la Société française des automobiles Jellinek-Mercedes, de la Société internationale de plantation et de finance (Sipef) et de la SICAF (Indochine).
Maurice de Lagotellerie finance l'expédition du commandant Jean-Baptiste Charcot amenant à la découverte d'une île dans l'Antarctique.

## Hommages

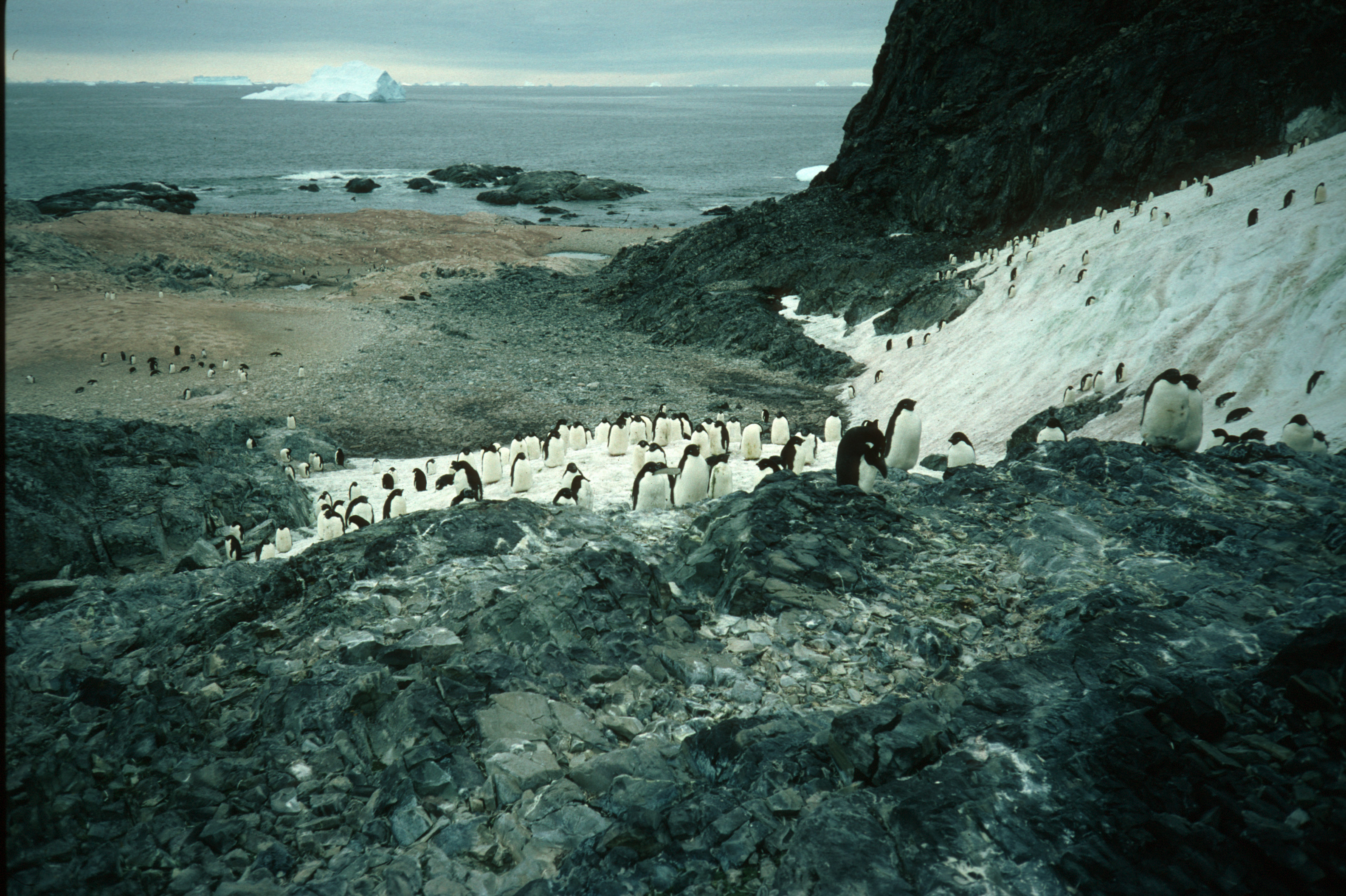
L'île Lagotellerie, Marguerite Bay, Antarctica.

Le commandant Charcot baptise une île découverte lors de son expédition l'île Lagotellerie.

### Sources
- Manaós-do-Amazonas, Volume 1, 1994